# 奥古斯特·布兰德
奥古斯特·布兰德（德語：August Brand；1863年8月19日—1930年9月17日）为德国哲学家及業餘的植物学家。雖然他只是一位業餘的植物學家，但他在山礬科及花荵科等物種的研究是這方面物種的經典。
布蘭德在柏林出生，於波恩及柏林修讀古典哲學，於1885年以為題目取得博士學位。從1885年到1910年，他在奧得河畔法蘭克福任教職，亦在此時受到植物學教授恩斯特·胡特（Ernst Huth；1845–1897）的影響，開始了對植物學的興趣。從1910年開始，他成為了扎雷（位於下卢萨蒂亚，今日屬於波蘭）一家運動館的指導員。